# 裸足的女神
《裸足的女神》（日语：裸足の女神），是日本樂團B'z的第13張單曲。1993年6月2日發行。

## 簡介
連續兩週獲得Oricon公信榜單曲週榜冠軍，和前作一起連續兩作初动銷量超過70萬張。連續6作銷量過百萬，打破了之前Pink Lady保持的連續5作過百萬的記錄。
是B'z迄今為止銷量第四高的單曲。1993年度日本單曲銷量第5位，第2位的也是B'z的《愛是放縱任性的 我惟獨不願讓你受傷》，在年榜前五位中佔據兩個位置。
最後一張使用以TAKAHIRO MASTUMOTO和KOHSHI INABA名義B'z標誌的音樂作品。
1993年間銷量約165.3萬張，最終銷量約173.5萬張，為日本最銷單曲第44名。

## 製作人員
- 松本孝弘：吉他、全曲作曲和編曲
- 稻葉浩志：主唱、全曲作詞
- 明石昌夫：貝斯、全曲編曲
- 青山純：鼓
- 古村敏比古：薩克斯風 （#2）
- MARCY（EARTHSHAKER）：和聲歌手（#1）
- 大黑摩季：和聲歌手 （#1）
- B+U+M

## 收錄曲目
1. 裸足的女神（裸足の女神）
豐田「Corolla Levin」廣告歌
2. KARA・KARA